# Alphonse Lévy

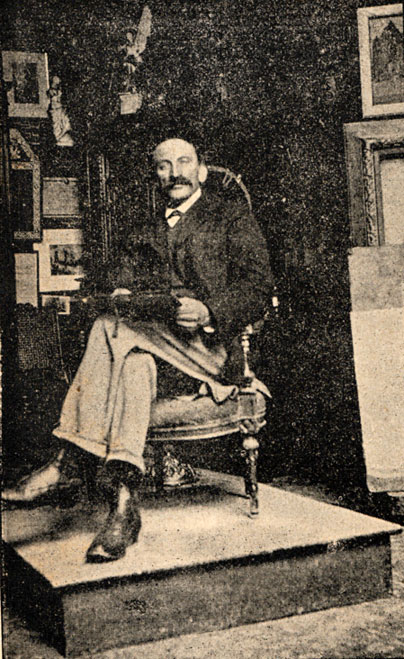
Alphonse Lévy, 1895

Alphonse Lévy (geb. 8. Januar 1843 in Marmoutier; gest. 2. Februar 1918 in Algier), auch bekannt unter dem Pseudonym Saïd, war ein französischer Maler, Illustrator und Karikaturist. Bekannt wurde er vor allem durch die Darstellung der jüdischen Bürger im Elsass und im damaligen Französisch-Algerien.

## Leben
Alphonse Lévy stammte aus einer gut situierten jüdischen Familie von Händlern, die sich 1848 in Straßburg niederließ. Nach dem Besuch des Lycée Fustel-de-Coulanges in Straßburg, ging er nach Paris, wo er das Atelier von Jean-Léon Gérôme frequentierte und sich mit Carolus Duran anfreundete. Er studierte intensiv das Werk von Honoré Daumier und von Rembrandt, der die Juden in Amsterdam zeichnete. Ab 1865 erschienen seine zeitkritischen Zeichnungen in verschiedenen Zeitschriften, so im La Lune, L’Éclipse, Le Monde comique und im Journal amusant.
Ab 1876 zeichnete er Lithografien über die Juden im Elsass. Wegen dieser Zeichnungen von religiösen und meist armen elsässischen Juden wurde Lévy von assimilierten bürgerlich lebenden Juden zuweilen der Vorwurf des Antisemitismus gemacht, wogegen ihn Bernard Lazare in Schutz nahm. 1886 illustrierte Lévy das Buch La Vie juive (Das jüdische Leben) von Léon Cahun und in dieser Zeit wurde er ständiger Mitarbeiter der Zeitschrift Le Monde illustré. Da er Angehörige in Algerien hatte, reiste er regelmäßig nach Algier. Ab dem Jahr 1904 lebte er jeden Winter in Algier, wo er das Leben der jüdischen Gemeinde zeichnete.
Die Neuauflage von 2019 des Buches Scènes de la vie juive d’Alsace von Daniel Stauben von 1860 ist mit den Bildern von Alphonse Lévy aus La vie juife illustriert.

## Werke (Auswahl)

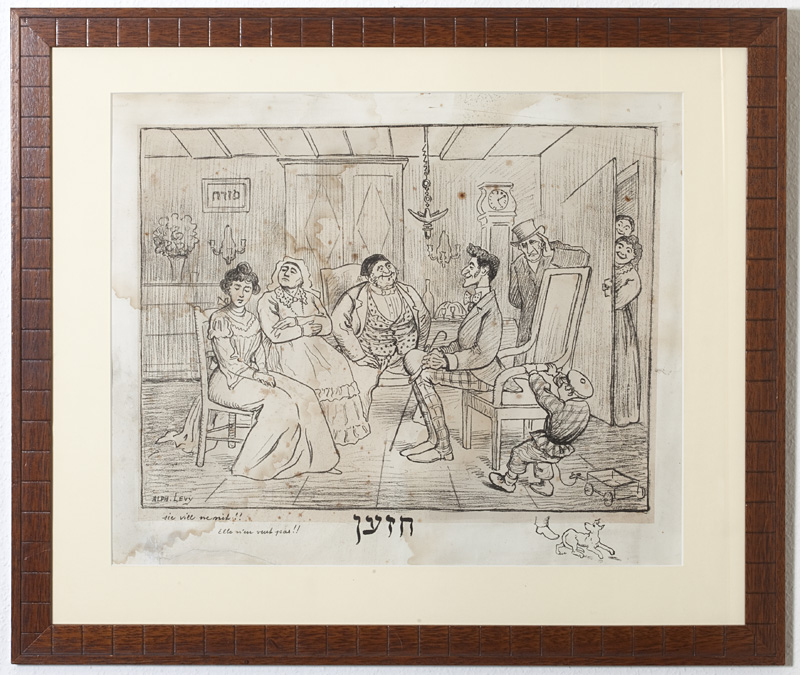
Seidenlithographie einer Heiratsvermittlung, in der Sammlung des Jüdischen Museums der Schweiz.
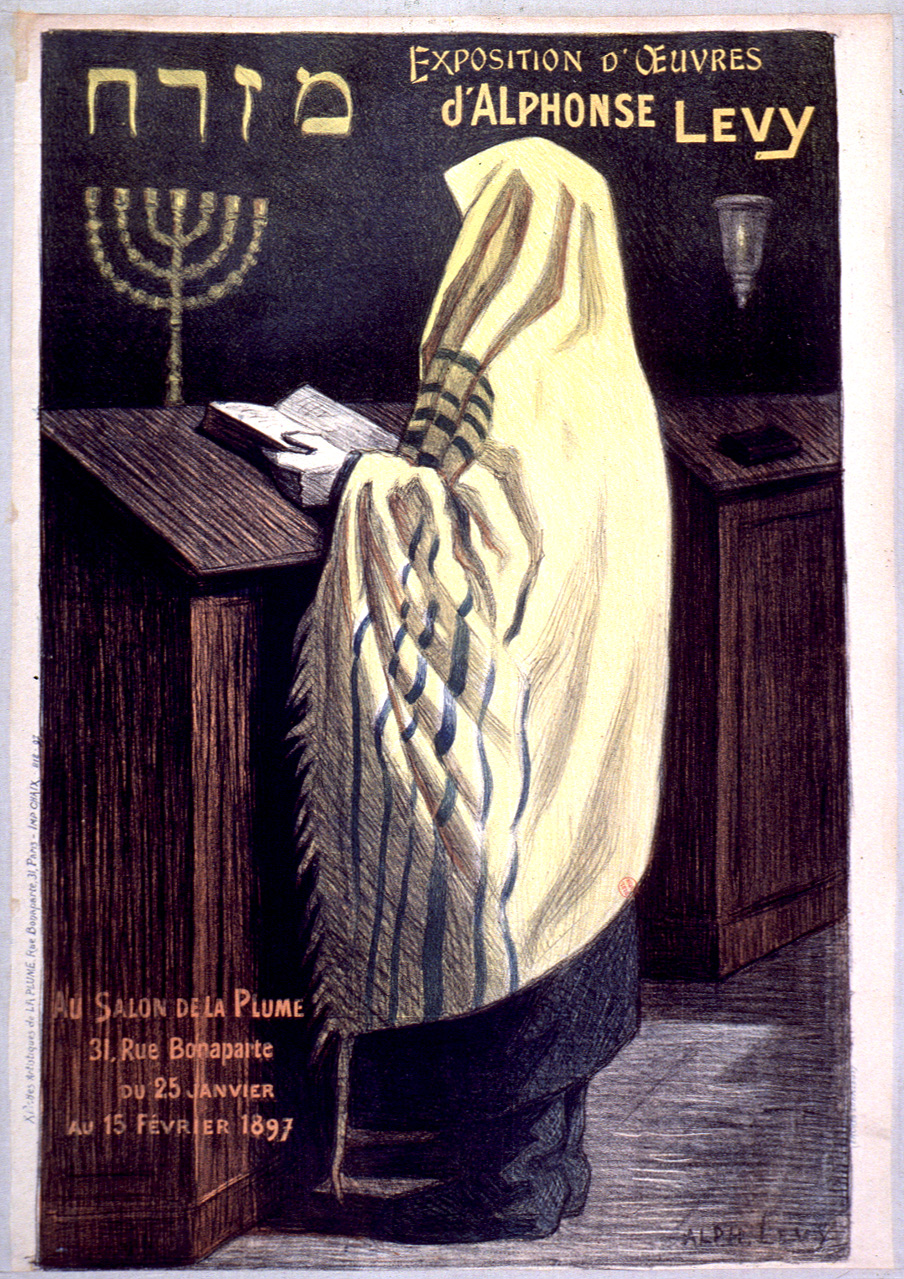
Plakat zu einer Ausstellung mit Werken von Alphonse Levy im Salon de la Plume, 1897.
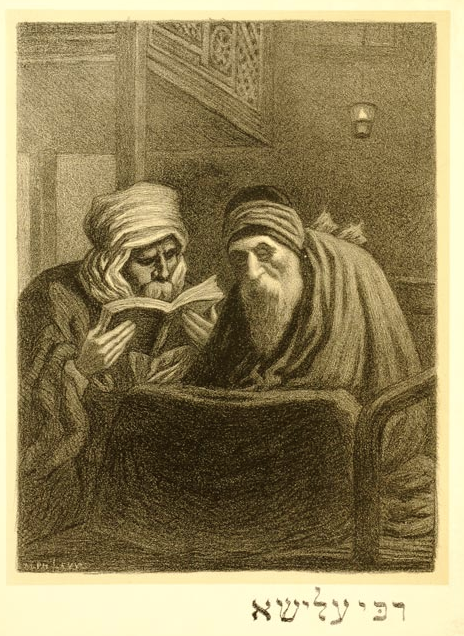
Rabbi Elischa

## Ausstellungen (Auswahl)
- Am Redaktionssitz der Zeitschrift La Plume, Januar 1897[1]
- Société des peintres orientalistes français, 1911[1]